# IC 4650
IC 4650 ist eine linsenförmige Galaxie vom Hubble-Typ S0-a im Sternbild Drache am Nordsternhimmel. Sie ist rund 365 Millionen Lichtjahre von der Milchstraße entfernt und hat einen Durchmesser von etwa 65.000 Lichtjahren.

Im selben Himmelsareal befinden sich u. a. die Galaxien NGC 6338, NGC 6345, NGC 6346, IC 1252.
Das Objekt wurde am 5. September 1888 von Guillaume Bigourdan entdeckt, jedoch könnte es sich beim beobachteten Objekt auch um einen Stern handeln (RA 17 15 52.0, Dec +57 18 53).